# 2003 QY91
2003 QY91, também escrito como 2003 QY91, é um corpo menor que está localizado no disco disperso, uma região do Sistema Solar. Ele possui uma magnitude absoluta de 7,7 e tem um diâmetro estimado com cerca de 127 km.

## Descoberta
2003 QY91 foi descoberto no dia 23 de agosto de 2003 pelo astrônomo Marc W. Buie.

## Órbita
A órbita de 2003 QY91 tem uma excentricidade de 0,613 e possui um semieixo maior de 82,498 UA. O seu periélio leva o mesmo a uma distância de 31,955 UA em relação ao Sol e seu afélio a 133 UA.